# Ілюха Юлія Анатоліївна
Юлія Анатоліївна Ілюха (5 січня 1982, Гонтів Яр, Харківська область) — українська поетка, прозаїкиня, журналістка, волонтерка АТО.

## Біографія
Юлія Ілюха народилася 5 січня 1982 року в селі Гонтів Яр Харківської області.
Отримала диплом менеджера-економіста після закінчення Харківської державної академії культури, а пізніше здобула освіту журналіста у Львівському національному університеті імені Івана Франка. Працювала журналісткою у друкованих виданнях та на телебаченні, авторка серії інтерв'ю з письменниками у газеті «День».
Займалася волонтерством з 2014 року, зокрема комплектуванням аптечок для військових. Курувала мультимедійний соціально-поетичний проєкт «Там, де вдома», націлений на реабілітацію ветеранів через творчість.
Одружена, чоловік пішов служити у ЗСУ після російського вторгнення в Україну. Мають сина Івана.

## Творчість
Окремі твори друкувалися у газеті «Літературна Україна», журналах «Дніпро», «Березіль», «Кур’єр Кривбасу» тощо.
2016 року вийшла перша книга — збірка прози «Неболови. Навчи мене мріяти», яка увійшла до довгого списку «Книги року ВВС-2016».
2018 року вийшли дві дитячі книги для дошкільнят: «Як Грицик Муху-Нехочуху переміг» (увійшла до довгого списку «Книги року ВВС-2018») та «Історії Цвірінька». Того ж року з новелою «Слід» перемогла у конкурсі короткої прози «Новела по-українськи» від журналу «Країна». Наступного року вийшов роман «Східний синдром», рукопис якого отримав II премію міжнародного літературного конкурсу «Коронація слова — 2018».
З 2020 по 2023 роки вийшли дитячі книги «Космокоти. Марсіанські хроніки Мурка Мняуска», «Аерокоти. Мурко Мняуск і операція „Великий вибух“», «Перша справа Сашка Сірого. Злочин на мільйон» та «Друга справа Сашка Сірого. Родина для няні». А також 2023 вийшла збірка поезії «Графоманські вірші» та роман для підлітків «Зеро».
Після повномасштабного російського вторгнення почала писати короткі історії про досвіди жінок під час війни і викладати у соцмережі з хештегом #мої_жінки. У лютому 2024 року ці історії вийшли як книга у перекладі італійською, згодом книга вийшла у Словаччині (вересень), США та Австрії (жовтень). Українською книга вийшла у жовтні 2024 року і стала «Книгою року ВВС-2024».
2025 року вийшла книга для дітей «Котозаври. Мурко Мняуск і таємниця острова Катце».

### Переклади іншими мовами
Твори перекладені англійською, німецькою, італійською, болгарською, угорською, каталонською, польською, шведською, португальською, французькою, литовською та іншими мовами.
- Yuliia Iliukha. Das letzte Ahornblatt / Übersetzt ins Deutsche von Alois Woldan. — Edition Thanhäuser, 2024 (Австрія)
- Yuliia Iliukha. Le mie donne / Tradotto in italiano da Marina Sorina. — Le Mezzelane Casa Editrice, 2024 (Італія)
- Yuliia Iliukha. My Women / Translated into English by Hanna Leliv. —  128 LIT publishing, 2024 (США)
- Julija Iľucha. Moje ženy /  Do slovenčiny preložila Veronika Goldiňáková. – Vydavateľstvo Motýľ, 2024 (Словаччина)
- Yuliia Iliukha. Meine Frauen / Übersetzt ins Deutsche von Chrystyna Nazarkewytsch und Harald Fleischmann. — Edition Thanhäuser, 2024 (Австрія)
- Yuliia Iliukha. Mes femmes / Traduit de l’ukrainien par Iryna Dmytrychyn et Agathe Bonin. — Éditions des femmes-Antoinette Fouque, 2025 (Франція)
- Julia Iljucha. Mina kvinnor / Översättare: Susanna Witt. — Romanus & Selling, 2025 (Швеція)

## Нагороди, премії, відзнаки
- Міжнародна українсько-німецька літературна премія ім. Олеся Гончара (2018) у номінації «мала проза» за збірку оповідань «Неболови»[17]
- II премія міжнародного літературного конкурсу «Коронація слова — 2018» за рукопис роману «Східний синдром»[18]
- Премія International Chapbook Prize від літературного журналу 128 Lit[en] (2023) за збірку «Мої жінки»[19]
- Австрійська літературна премія «Червоний клен»[de] — спонсорська премія (нім. Förderpreis) за уривки зі збірки «Мої жінки»[20][21]
- Книга року BBC (2024) за збірку кротких оповідань «Мої жінки»[16]